# Revolución (álbum de La Polla Records)
Revolución es el segundo álbum de estudio (y cuarto lanzamiento discográfico) del grupo punk español La Polla Records. Es el segundo LP de la banda. En él se produce el primer cambio en la formación: sale Maleguin, quien tocaba el bajo, y para cubrir el puesto entra Abel (que es el primo del baterista Fernandito).

## Lista de canciones
- Todos los temas compuestos por Evaristo Páramos, Miguel Garín, Abel Murua, Fernando Murua y Manolo García.

1. "No hay jabalix en Urbasa" (instrumental) - 1:04
2. "Es política" - 1:10
3. "Lucky man for you" - 1:10
4. "Demócrata y cristiano" - 1:38
5. "Moriréis como imbéciles" - 1:26
6. "El ataque de los hambrientos" - 2:39
7. "Chica ye-yé" - 2:29
8. "Era un hombre" - 1:55
9. "Ven y ve" - 1:49
10. "No más presos" - 1:27
11. "Vuestra maldición" - 1:33
12. "La revolución" - 2:01
13. "El sitio donde yo vivo" - 2:35
14. "En Londres" - 2:10
15. "Un rayo de sol" - 1:57
16. "La tortura" - 2:10
17. "Cara al culo" - 1:23
18. "Sin país" - 1:24
19. "El congreso de los ratones" - 1:34

## Personal
Músicos
- Evaristo "El Flipas" - Voz.
- Txarly - Guitarra solista, coros.
- Sume - Guitarra rítmica, coros.
- Abel - Bajo.
- Fernandito - Batería.

Colaboradores
- Marino Goñi - Producción.
- Ñako - Portada.
- Josean "Gorongoro" Lopez - Técnico de grabación.

- Datos: Q5400228